# Ingrīda Ūdre
Ingrīda Ūdre (letó: Ingrīda Latimira)  (Riga, 14 de novembre de 1958 - 13 de juliol de 2024) va ser una política letona, afiliada al partit polític de la Unió d'Agricultors Letons. Va ser ministra d'Economia de Letònia l'any 1999 i presidenta del Saeima del 2002 al 2006.
Va estudiar Ciències Econòmiques a la Universitat de Letònia, a Riga, on es va llicenciar el 1984 i assolí el títol de doctorada el 1996. Va continuar la seva formació en relacions econòmiques exteriors i va treballar a l'Institut de Relacions Internacionals de Riga amb programes d'estudis jurídics. Va obtenir un màster a la Facultat d'Economia de la Universitat de Riga.
Ūdre, que era jugadora professional de bàsquet, va treballar com a economista en concloure la seva carrera esportiva.
Va ser escollida per primera vegada al Saeima, el parlament letó, el 1998, per la llista del Partit Nou, amb el qual va ser, el 1999, candidata presidencial. El 2002, després que el Partit Nou va deixar d'existir, Ūdre es va afiliar a la Unió d'Agricultors Letons i es va convertir en la presidenta del tot just acabat de fundar Ūdreartit, Unió de Verds i Agricultors. Després de les eleccions parlamentàries del 2002, va obtenir el càrrec de Presidenta del Saeima, on va romandre fins a les eleccions de 2006.